# Javier Cadena
Francisco Javier Cadena Huertas es un político ecuatoriano.

## Biografía
Inició en la política como concejal de la Municipalidad de Tulcán. En 2009 llegó a ser vicealcalde del cantón Tulcán, y mantuvo el cargo por dos periodos. Durante el 2016 conformó parte de la alianza de La Unidad como proyecto político para auspiciar una candidatura de derecha en conjunto con otros partidos, aunque tras su disolución mantuvo un apoyo directo a la candidata del Partido Social Cristiano, Cynthia Viteri. Llegó a la Asamblea Nacional en representación de la provincia de Carchi con el Movimiento Social Conservador en 2017. Como parte de la misma, perteneció a la bancada del Cambio Positivo, que fue conformada por el Partido Social Cristiano y aliados. En el legislativo conformó parte de la Mesa de Gobiernos Autónomos, Descentralización, Competencias y Organización del Territorio.
Durante las manifestaciones de 2019 fue designado por una asamblea popular junto a otro legislador carchense como interlocutor con el gobierno para analizar las medidas tomadas por el ejecutivo y regular las paralizaciones fronterizas de la provincia, entre otros reclamos.